# Moratalla
Moratalla è un comune spagnolo di 8 455 abitanti situato nella comunità autonoma di Murcia.

### Evoluzione demografica

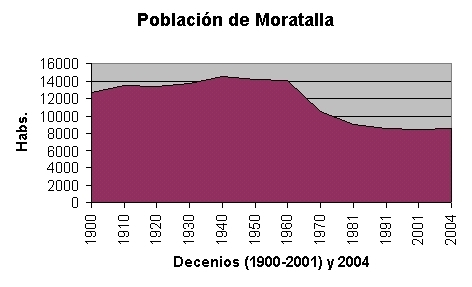
Andamento della popolazione di Moratalla dal 1900 al 2004

## Galleria d'immagini

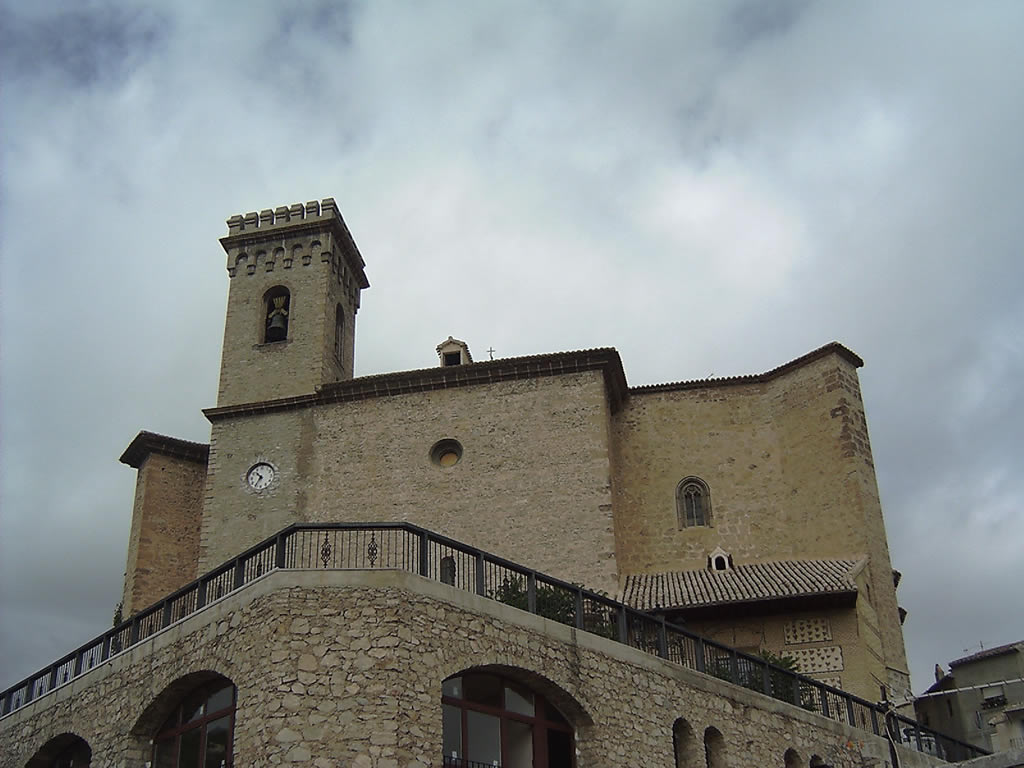
Santa María de la Asunción

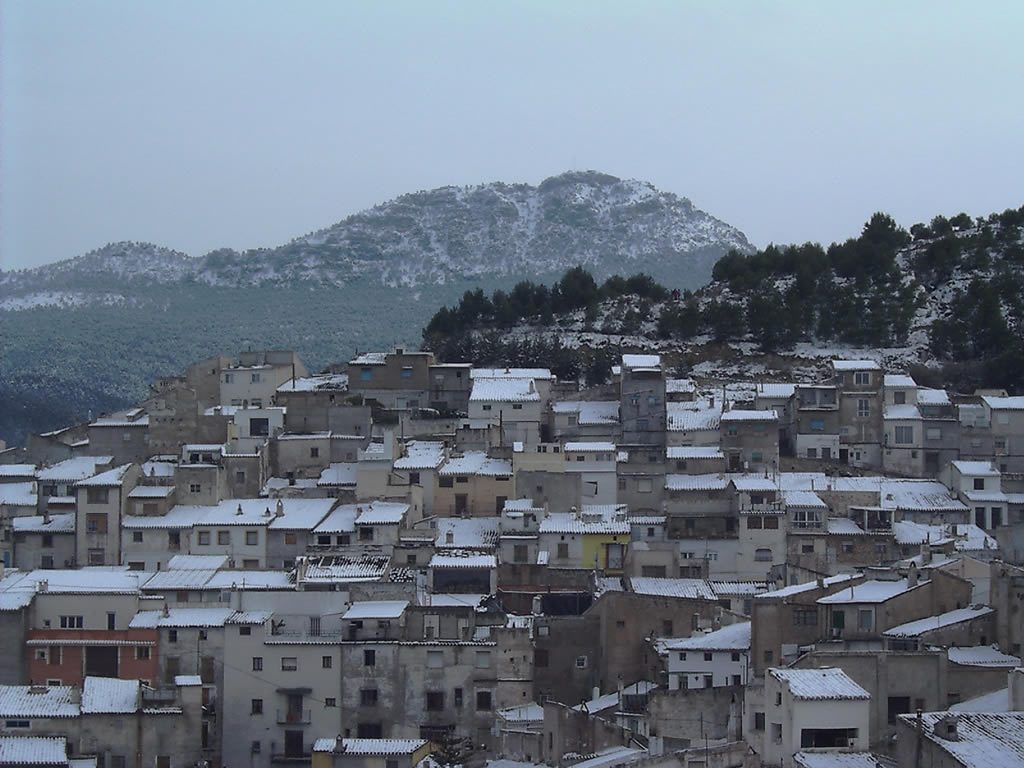
Moratalla innevata